# Vemarana
Le Vemarana ou République indépendante de Vemarana est le nom donné à l'éphémère État indépendant formé sur l'île d'Espiritu Santo, dans l'archipel des Nouvelles-Hébrides, lors de la tentative de sécession de l'île, entre novembre 1979 et août 1980.

## Histoire
Majoritairement francophones, les habitants de l'île ont plusieurs fois tenté de faire sécession.
Le mouvement Nagriamel et son leader Jimmy Stevens (1922-1994) proclament une première fois unilatéralement l'indépendance de l'île le 27 décembre 1957. Les autorités coloniales du condominium franco-britannique s'y opposent.
En 1973, Jimmy Stevens et d'autres membres de Nagriamel créent le Vemarana, qu'ils envisagent comme la branche politique de Nagriamel, tandis que le mouvement Nagriamel se concentrerait sur la défense des coutumes autochtones locales. La maison de Georges Cronsteadt à Sarakata est choisie comme bureau du Vemerana.

## Sécession
À l'approche de l'indépendance de l'archipel, le 14 novembre 1979, les représentants de Nagrimael à Espiritu Santo, qui n'adhèrent pas au projet d'indépendance du Vanuatu soutenu par les anglophones du Vanua’aku Pati, décident de faire sécession,. La « république du Vemarana » est proclamée par Jimmy Stevens, Albert Ravutia, Georges Cronsteadt et Alfred Maliu. Déclaré Premier ministre (ou, selon d'autres sources, président) de cette république, Jimmy Stevens nomme Alfred Maliu Premier ministre (ou vice-président). Les portefeuilles ministériels suivants sont attribués : Ravu Panpan aux Finances, Timothy Wallis à l'Intérieur, Jean Sevoa aux Affaires sociales et James Garae Bakeo aux Affaires étrangères, à l'Économie et au Commerce extérieur,,,.
Le Royaume-Uni envisage de rétablir l'ordre en envoyant l’armée mais la France s'y oppose. Le 28 mai 1980 sur Espiritu Santo, les sécessionnistes prennent le chef-lieu de l'île, Luganville et y déploient le drapeau de la République indépendante de Vemarana. Le gouvernement de Port-Vila, dirigé par Walter Lini, ordonne un blocus de l’île. Le 3 juin 1980, la France, par la voix de son représentant sur place, reconnaît l'indépendance de Santo[réf. nécessaire]. Jimmy Stevens forme son gouvernement à Luganville le 5 juin 1980,.

## Résolution
Les négociations avec Port-Vila échouent et du 17 au 31 août 1980 les forces armées de Papouasie-Nouvelle-Guinée, invitées par Walter Lini, répriment le mouvement séparatiste et imposent par la force l'autorité de Port-Vila sur Espiritu Santo. Les violences arbitraires et les vols commis contre des civils francophones par les soldats papou-néo-guinéens et par leurs adjoints de la Force mobile de Vanuatu (en) sont dénoncés par Amnesty International.
Cette brève guerre civile est connue sous le nom de guerre de la noix de coco. Les armes des insurgés sont des arcs et des flèches en plus d'armes à feu.
La sécession du Vemarana est réprimée et 760 personnes arrêtées, dont Jimmy Stevens, condamné à 14 ans de prison, libéré le 19 août 1991.
La quasi-totalité des 2 000 Français de Santo sont expulsés, dont le député métis Georges Cronsteadt, membre du Parlement de Vanuatu. Guy Prévot, Français et député de Port-Vila au Parlement vanuatais, est également expulsé du pays,.
L'ambassadeur de France est expulsé de Port-Vila le 2 février 1981. Les relations diplomatiques entre le Vanuatu et la France reprennent au mois d'octobre.
L'île de Espiritu Santo, jusqu'alors poumon économique de l'archipel, paie très cher cette rébellion, les investissements de la nouvelle République se dirigeant désormais vers Port-Vila. Depuis 1985, l'île est devenue majoritairement anglophone.

## Par la suite
Le mouvement Nagriamel remporte quelques sièges au Parlement de Vanuatu au cours des décennies qui suivent, et jusqu'à ce jour dans les années 2020. Notamment Frankie Stevens, fils cadet de Jimmy Stevens, siège avec l'étiquette Nagriamel au Parlement durant la législature 1991-1995, et est le ministre des relations avec le Parlement dans un gouvernement de coalition de 1994 à 1995. Aux élections législatives de 1998, c'est avec l'étiquette « Vemarana » qu'il brigue un siège au Parlement, mais sans succès. Aux élections législatives de 2020, Fabiano Stevens est élu au Parlement comme député du « Vemarana » ; il perd toutefois son siège aux élections anticipées de 2022.